# Teofil Cotoros
Teofil Cotoros (n.  ?) a fost un politician moldovean, ales în Sfatul Țării și în Adunarea Constituantă Rusă.

## Biografie
Teofil Cotoros s-a născut în Ciolacu Nou, într-o familie de țărani moldoveni. A participat la revoluția rusă din 1905 și a făcut parte din Partidul Socialist Revoluționar. A organizat o grevă a muncitorilor feroviari la Gara din Bârzula, motiv pentru care a fost deportat în Gubernia Arhanghelsk.
A fost ales în Adunarea Constituantă Rusă, din partea Guberniei Basarabia.

## Sfatul Țării
Teofil Cotoros, de naționalitate moldovean, era locotenent și a fost ales în Sfatul Țării de Comitetul Executiv gubernial al Consiliului delegaților țărănești.
Teofil Cotoros s-a opus vehement intervenției Armatei Române în Basarabia. Sub acuzația de propagandă bolșevică, a fost executat de trupele române, la ordinele generalului Ernest Broșteanu.